# Джон Лаундж
Джон Майкъл „Майк“ Лаундж (на английски: John Michael 'Mike' Lounge) е американски астронавт, участник в три космически полета.

## Образование
Майк Лаундж завършва колежа Бърлингтън през 1964 г. През 1969 г. става бакалавър по аерокосмическо инженерство от Военноморската академия на САЩ, Анаполис, Мериленд. Придобива магистърска степен по астрогеофизика от университета в Боулдър, Колорадо през 1970 г.

## Военна кариера
В продължение на девет години Лаундж служи в USN. Завършва школата в Пенсакола, Флорида и става радарен офицер на самолет F-4J Phantom II в бойна ескадрила 142 (VF-142), базирана в Сан Диего, Калифорния. По-късно ескадрилата е пребазирана на атомния самолетоносач USS Enterprise (CVN-65) и Лаундж извършва 99 бойни полета в заключителните етапи на Виетнамската война. След това служи седем месеца в Средиземно море на борда на самолетоносача USS America (CV-66). През 1974 г. Става инструктор във Военноморската академия. Напуска USN през 1978 г.

## Служба в НАСА
Майк Лаундж започва работа в Космическия център Линдън Джонсън, Хюстън, Тексас през юли 1978 г. Той е включен в екипа, който осъществява извеждането от околоземна орбита на космическата станция Скайлаб. Избран е за астронавт от НАСА на 29 май 1980 г., Астронавтска група №9. Той е взел участие в три космически полета.

### Полети
| Космически полети на Джон Майкъл „Майк“ Лаундж                 | Космически полети на Джон Майкъл „Майк“ Лаундж | Космически полети на Джон Майкъл „Майк“ Лаундж | Космически полети на Джон Майкъл „Майк“ Лаундж | Космически полети на Джон Майкъл „Майк“ Лаундж | Космически полети на Джон Майкъл „Майк“ Лаундж | Космически полети на Джон Майкъл „Майк“ Лаундж |
| №                                                              | Дата                                           | КК                                             | Емблема на мисията                             | Функции                                        | Продължителност                                |                                                |
| -------------------------------------------------------------- | ---------------------------------------------- | ---------------------------------------------- | ---------------------------------------------- | ---------------------------------------------- | ---------------------------------------------- | ---------------------------------------------- |
| 1                                                              | 27 август 1985                                 | „Дискавъри“, мисия STS-51I                     |                                                | Специалист на мисията                          | 7 денонощия 02 часа 17 мин. 42 сек.            |                                                |
| 2                                                              | 29 септември 1988                              | „Дискавъри“, мисия STS-26                      |                                                | Специалист на мисията                          | 4 денонощия 01 час 00 мин. 11 сек.             |                                                |
| 3                                                              | 2 декември 1990                                | „Колумбия“, мисия STS-35                       |                                                | Специалист на мисията                          | 8 денонощия 23 часа 05 мин. 08 сек.            |                                                |
| Сумарно време в космоса – 20 денонощия 02 часа 23 мин. 01 сек. |                                                |                                                |                                                |                                                |                                                |                                                |

## След НАСА
Майк Лаундж напуска НАСА през юли 1991 г. и започва работа в частна компания. През 2002 г. става директор на поделението „Космически совалки и космически станции“ в Боинг.

## Личен живот
М. Лаундж е женен и има три деца. На 1 март 2011 г. умира от рак на черния дроб.

## Награди
- Въздушен медал на USN (6);
- Медал на USN за похвална служба;
- Медал за висши постижения на Космическия център Линдън Джонсън;
- Медал на НАСА за изключителни заслуги (3);
- Медал на НАСА за участие в космически полет (3).